# BTSグループ・ホールディングス
BTSグループ・ホールディングスは、タイの企業である。
現地では旧社名のタナーヨン (泰)ธนายง とも呼ばれる。
バンコクの都市交通を運営する企業バンコク・マス・トランジット・システム（以下、BTSCと称す）の筆頭株主であり、その他にも多くの旅客輸送会社などを傘下に収めるコングロマリットである。当項では傘下企業の一部についても扱うものとする。

## 沿革
- 1968年3月27日 タナーヨン有限会社 (英)Tanayong Company Limited として創業[注釈 1]。当時は不動産業。
- 1991年3月1日 タイ証券取引所上場。
- 1992年  合弁会社BTSC設立。4月9日、バンコク・スカイトレインのコンセッション契約（商業運営開始後30年間）を獲得[2][3]。
- 1993年6月2日 公開有限会社タナーヨンPCL  (英)Tanayong Public Company Limitedへ変更[4]
- 1996年 BTSC、タイ証券取引所上場。
- 1997年 アジア通貨危機発生。バーツ急落によりスカイトレイン建設費が高騰する[2]
- （時期不明）資金調達のため担保とされたBTSC株を香港企業が落札し、経営権を失う危機が発生[2]
- 1999年 BTSC株の過半数確保に成功[2][注釈 2]。12月4日、BTSCによりスカイトレイン開業。
- 2002年 BTSC、長期借入金の返済を開始するも不履行により事実上破綻[5]。
- 2006年 タナーヨン、経営危機を脱出する[6]
- 2008年 中央破産裁判所、BTSCの再建計画を承認[5][7]。
- 2009年 VGI社を買収し、広告業に進出[7]。
- 2010年5月4日 タナーヨン、BTSCの発行株 94.6%を再取得し[注釈 3]、持株会社に移行。現社名に変更[4]、主たる業種を輸送業に変更。
- 2013年 BTS成長ファンドBTSGIFによる資金調達を開始[9]。結果的に成功を収める。
- 2017年 VGI社、電子マネー運営のラビットグループ買収

## 関連企業
| 英名                                 | 保有率  | 業務内容                                                                              |
| ------------------------------------ | ------- | ------------------------------------------------------------------------------------- |
| Bangkok Mass Transit System ( BTSC ) | 98.23 % | BTS ■スクムウィット線 運営 BTS ■シーロム線 運営 バンコクBRT 運営 ■ゴールドライン 運営 |
| Northern Bangkok Monorail            | 75 %    | ■ピンクライン 運営                                                                    |
| Eastern Bangkok Monorail             | 75 %    | ■イエローライン 運営                                                                  |
| Chao Phraya Express Boat             | 27.98 % | 水運（チャオプラヤー・エクスプレス）                                                  |
| U-Tapao International Aviation       | 40 %    | ウタパオ国際空港 運営                                                                 |
| BGSR 6                               | 40 %    | 高速道路 建設・運営                                                                   |
| BGSR 81                              | 40 %    | 高速道路 建設・運営                                                                   |
| VGI Public                           | 34.2 %  | 広告業、ラビット・カード運営                                                          |

出典：“Business Organization and Shareholding Structure of BTS Group” (英語). btsgroup.co.th (2024年12月31日). 2025年5月19日閲覧。